# Scambus nigromarginatus
Scambus nigromarginatus är en stekelart som först beskrevs av Pérez 1895.  Scambus nigromarginatus ingår i släktet Scambus och familjen brokparasitsteklar. Inga underarter finns listade i Catalogue of Life.